# Dschumaja-Moschee

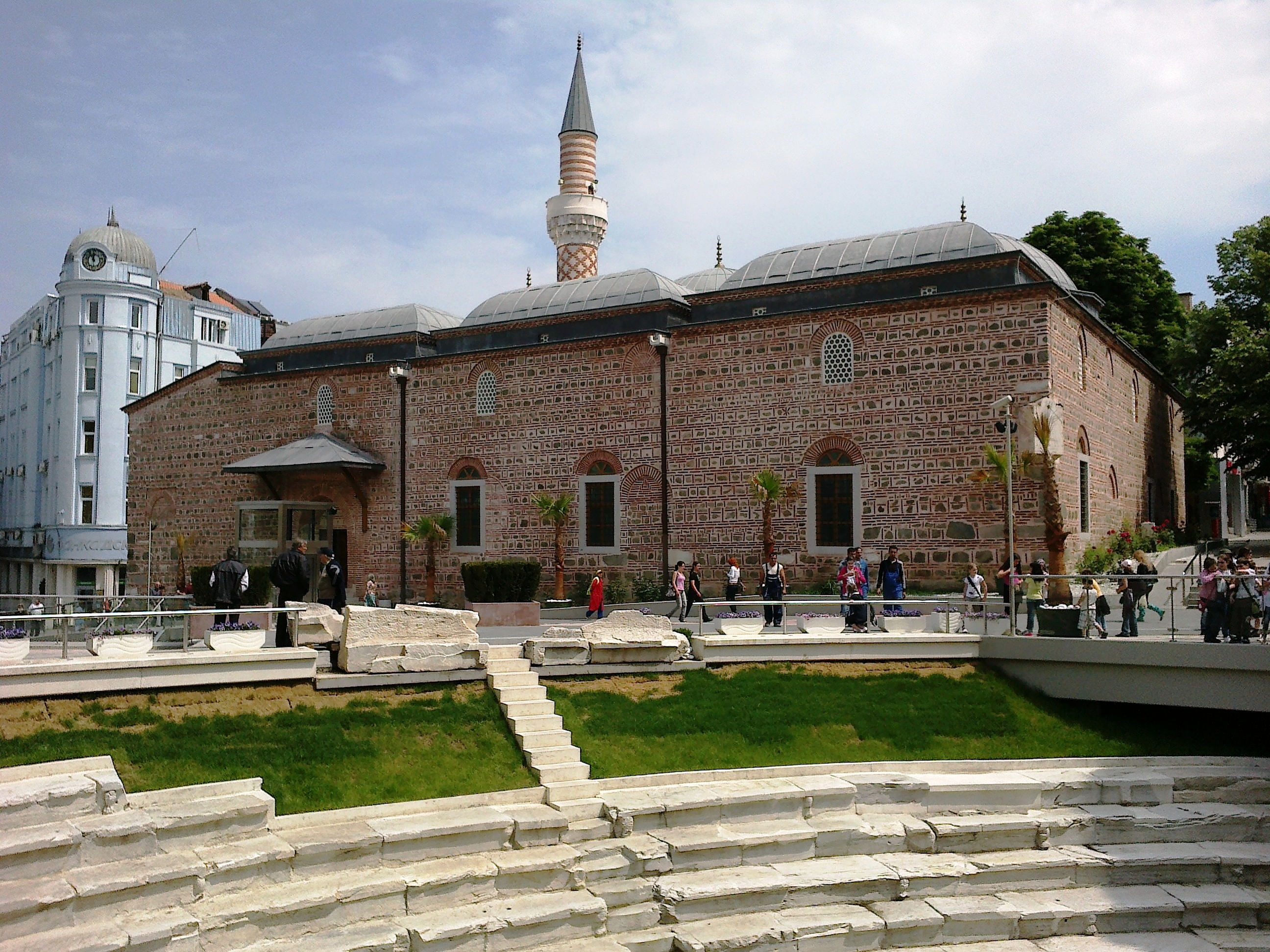
Freitagsmoschee in Plowdiw, Anfang 15. Jh.

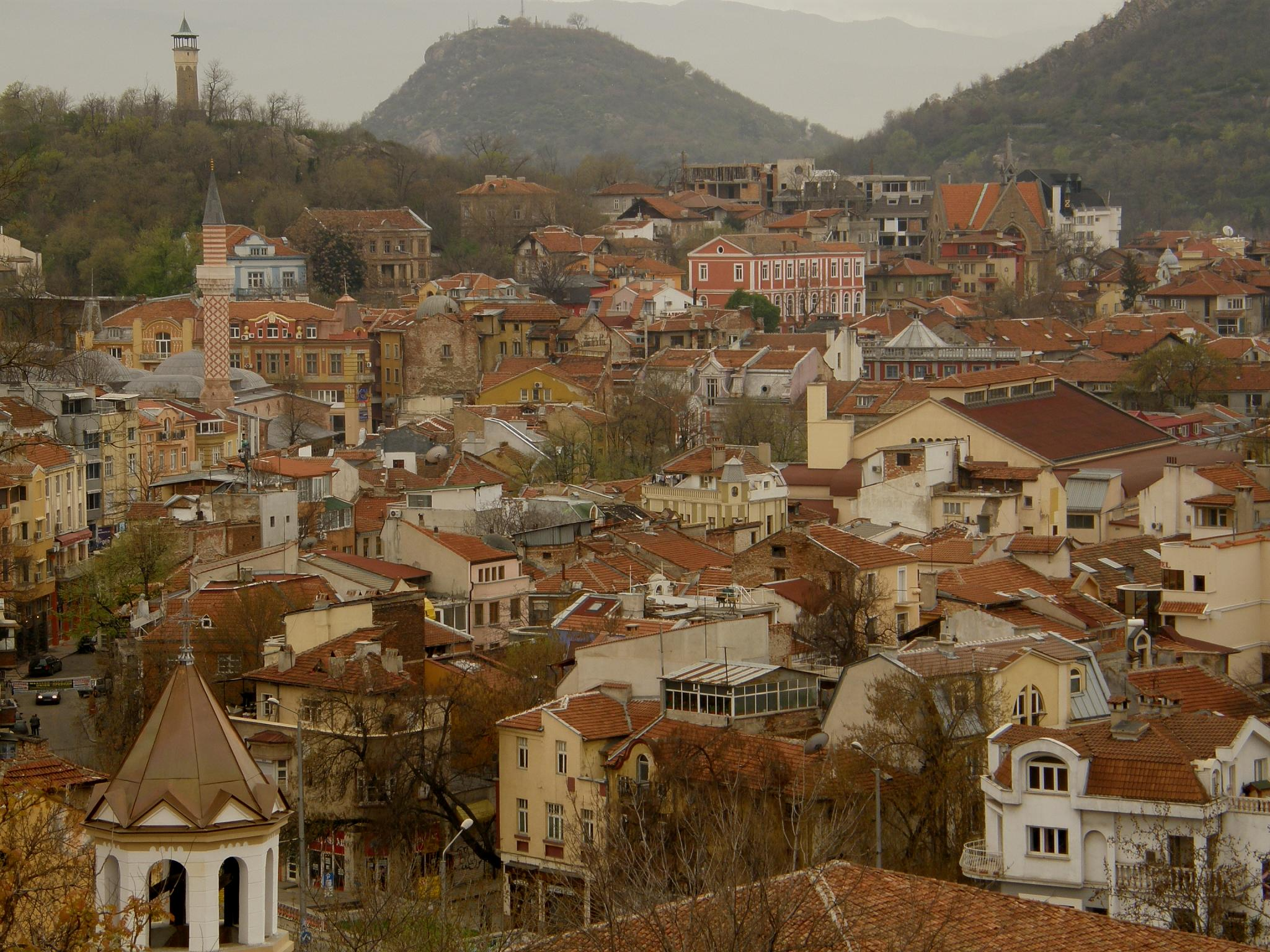
Altstadt von Plowdiw, Mitte links die Freitagsmoschee mit ihrem Minarett

Die Freitagsmoschee (bulgarisch Джумая джамия Dschumaja dschamija, türkisch Ulu Cami) oder „Moschee Murads des Herrschers“ (Hüdavendigâr Murad Cami) in Plowdiw im heutigen Bulgarien ist die älteste erhaltene Freitagsmoschee (Cuma Cami) der osmanischen Architektur auf dem Balkan. Zur Zeit des Osmanischen Reiches war Plowdiw, türk. Filibe, die Hauptstadt des bulgarischen Teils von Thrakien und bis 1455–56 Sitz des Beylerbey von Rumelien.

## Baugeschichte und Architektur
Aufgrund ihres Namens wurde die Moschee ursprünglich Sultan Murad I. (reg. 1359 bis 1389) zugeschrieben, dessen Beinamen „Ḫüdāvendigār“ („Herr der Welt“) sie trägt. Die Chronik des Abdurrahman Hibri schreibt sie aber ausdrücklich Sultan Murad II. zu. Filibe/Plowdiw war im Sommer 1410 während der Auseinandersetzung zwischen Süleyman Pascha und seinem Bruder Musa Çelebi zerstört worden. Die überlebende christlich-griechische Bevölkerung verließ danach die Stadt, die mit muslimischen Türken neu besiedelt wurde. Um 1425 gelang es Murad II., seine Herrschaft zu festigen. Auch Filibe wurde wieder aufgebaut. Ein Baubeginn der repräsentativen Freitagsmoschee um 1425 erscheint demnach wahrscheinlich. Die Moschee wurde nicht wie oft üblich von einer eigenen Stiftung (vakıf) unterhalten, sondern war Teil der Stiftung Murads II. in Edirne, die auch die Muradiyye- und die Üç-Şerefeli-Moschee finanzierte. Einer Bauinschrift zufolge wurde die Moschee im 18. Jahrhundert unter Sultan Abdülhamid I. ausgebessert.
Die 33 × 27 m messende Moschee besitzt drei weite Kuppeln über einem zentralen Schiff, die auf vier massiven quadratischen Pfeilern ruhen, und drei weite Tonnengewölbe über den seitlich angrenzenden Räumen. Eine ursprünglich vorhandene Vorhalle mit fünf überkuppelten Vorräumen wurde bei einem Erdbeben im 18. Jahrhundert zerstört und durch ein hölzernes Vordach ersetzt. Die Ursprünge der Spitzbögen des Portikus können noch in den Wänden der Vorhalle ausgemacht werden. Die Moschee hat ein hohes Minarett an der Nordostecke der Fassade, das mit einem für das frühe 15. Jahrhundert typischen, komplizierten Muster aus rautenförmigen Feldern verziert ist.